# Episodi di Missione segreta
La prima e unica stagione della serie televisiva Missione segreta (Espionage) è andata in onda negli Stati Uniti dal 2 ottobre 1963 al 20 maggio 1964 sulla NBC.
| nº | Titolo originale                    | Prima TV USA     | Titolo italiano | Prima TV Italia |
| -- | ----------------------------------- | ---------------- | --------------- | --------------- |
| 1  | Covenant with Death                 | 2 ottobre 1963   |                 |                 |
| 2  | The Weakling                        | 9 ottobre 1963   |                 |                 |
| 3  | The Incurable One                   | 16 ottobre 1963  |                 |                 |
| 4  | The Gentle Spies                    | 23 ottobre 1963  |                 |                 |
| 5  | He Rises on Sunday and We on Monday | 30 ottobre 1963  |                 |                 |
| 6  | To the Very End                     | 6 novembre 1963  |                 |                 |
| 7  | The Dragon Slayer                   | 13 novembre 1963 |                 |                 |
| 8  | The Whistling Shrimp                | 20 novembre 1963 |                 |                 |
| 9  | The Light of a Friendly Star        | 4 dicembre 1963  |                 |                 |
| 10 | Festival of Pawns                   | 11 dicembre 1963 |                 |                 |
| 11 | A Camel to Ride                     | 18 dicembre 1963 |                 |                 |
| 12 | Never Turn Your Back on a Friend    | 1º gennaio 1964  |                 |                 |
| 13 | Medal for a Turned Coat             | 15 gennaio 1964  |                 |                 |
| 14 | Final Decision                      | 22 gennaio 1964  |                 |                 |
| 15 | Do You Remember Leo Winters?        | 29 gennaio 1964  |                 |                 |
| 16 | We the Hunted                       | 5 febbraio 1964  |                 |                 |
| 17 | The Frantick Rebel                  | 12 febbraio 1964 |                 |                 |
| 18 | Castles in Spain                    | 19 febbraio 1964 |                 |                 |
| 19 | Snow on Mount Kama                  | 26 febbraio 1964 |                 |                 |
| 20 | Once a Spy...                       | 4 marzo 1964     |                 |                 |
| 21 | The Liberators                      | 11 marzo 1964    |                 |                 |
| 22 | Some Other Kind of World            | 18 marzo 1964    |                 |                 |
| 23 | A Free Agent                        | 21 marzo 1964    |                 |                 |
| 24 | A Tiny Drop of Poison               | 20 maggio 1964   |                 |                 |

## Covenant with Death
- Prima televisiva: 2 ottobre 1963

### Trama
- Guest star: George Roubicek (nazista), Gerard Heinz (Rev. Erling Hansen), Bradford Dillman (Magnus Anderssen), David Kossoff (avvocato della difesa), Arnold Marlé (Josef Blumfeld), Allan Cuthbertson (pubblico ministero), Don Borisenko (Ivar Kolstrom), Alfred Burke (Gustave Kolstrom), Lily Freud-Marlé (Sarah Blumfeld), Aubrey Morris (Olsen), Alec Mango (magistrato), David Davies (ispettore Mysen), John G. Heller (nazista)

## The Weakling
- Prima televisiva: 9 ottobre 1963

### Trama
- Guest star: Sean Barry-Weske (allevatore di cani tedesco), Lisa Guiraut (danzatrice del ventre), John Gregson (colonnello Ballin), Dennis Hopper (Ferno), Patricia Neal (Jeanne), Steve Plytas (allevatore), Roger Avon (ufficiale Medico), Robert Henderson (Generale), Thomas Gallagher (agricoltore francese), Richard Burrell (Ufficiale Medico)

## The Incurable One
- Prima televisiva: 16 ottobre 1963

### Trama
- Guest star: Andrew Sachs (German Sergeant), Elsie Wagstaff (Mrs. Bailey), Steven Hill (Andrew Evans), Ingrid Thulin (Celeste), Michael Gwynn (George Case), Maxwell Shaw (Albert), Peter Illing (Robert Minney), Frederick Schiller (Schliefer), Martin Miller (Mr. Smith), Monte Landis (ispettore), Kevin Brennan (ispettore), Madeleine Burgess (cameriera), Norman Mitchell (Butcher), Sheree Winton (spogliarellista), Victor Platt (Ufficiale)

## The Gentle Spies
- Prima televisiva: 23 ottobre 1963

### Trama
- Guest star: Manning Wilson (Rev. Hailey), Eric Pohlmann (Willi Hausknecht), Barry Foster (Gerry Paynter), Angela Douglas (Sheila O'Hare), Godfrey Quigley (Grimsmith), Michael Hordern (pastore), Alan Webb (Lord Kemble), Joan Hickson (Sara Forsythe), Laurie Asprey (dimostrante)

## He Rises on Sunday and We on Monday
- Prima televisiva: 30 ottobre 1963

### Trama
- Guest star: Tony Doonan (constable Riley), Gerry Duggan (sergente Hearn), Billie Whitelaw (Doreen McBride), Patrick Troughton (John McBride), Jack MacGowran (Matt Youghal), Andrew Keir (Sir Roger Casement), Maurice Good (Robert Monteith), Patrick McAlinney (Wicklow), T.P. McKenna (Tom Gorman), Maurie Taylor (Bailey), Desmond Jordan (Pearse), Desmond Perry (Tim Glenville), Liam Gaffney (), Harry Webster (Burke)

## To the Very End
- Prima televisiva: 6 novembre 1963

### Trama
- Guest star: Miki Iveria (segretario/a), Ilona Ference (Madame Dany), James Fox (Paul), Michael Anderson Jr. (Bob Farrell), Clifford Evans (professore P.J. Moreau), David Buck (Jacques), Heather Fleming (Nicole), Robert Cawdron (paracadutista), Roy Patrick (Gendarme)

## The Dragon Slayer
- Prima televisiva: 13 novembre 1963

### Trama
- Guest star: Kristopher Kum (studente), Michael Chow (studente), Lee Montague (Sun Yat-Sen), Patrick Cargill (colonnello Tung), Thorley Walters (dottor Cantlie), Sam Kydd (Crutchley), Peter Dyneley (Parrott), Gwen Cherrell (Mrs. Crutchley), Alan Tilvern (P'Eng Pat), Cyril Shaps (Lao Han), Ric Young (capitano Li), Don Chan (Legation secretary), Stephen Jack (Funzionario del Foreign Office), Milton Reid (pedone)

## The Whistling Shrimp
- Prima televisiva: 20 novembre 1963

### Trama
- Guest star: Paul Larson (maggiore Kelly), Boris Marshalov (maggiore Kneive), Arthur Kennedy (Ed Pierce), Larry Gates (Owen Rutledge), David J. Stewart (Seymour Landon), Tim O'Connor (Corky Halpern), Earle Hyman (Premier Djatuma), Alan Hewitt (Dave Lassiter), Nancy Wickwire (Sandy Bradley), Roscoe Lee Browne (Mbana), Dana Elcar (Kevin), Robert Gerringer (direttore), Ivor Francis (Kolnieff), Nicholas Saunders (colonnello G), John Boruff (segretario di Stato)

## The Light of a Friendly Star
- Prima televisiva: 4 dicembre 1963

### Trama
- Guest star: Carl Schell (Leo), Harry Pringle (conducente della diligenza), Jan Conrad (Sigmund), Cyril Cross (Johann), Ian Fleming (poliziotto), John Herrington (Embassy driver), Ronald Howard (Arnold Morley), Robin Hunter (segretario/a), Patricia Jessel (Anna), Martin Lyder (Ludwig), Loretta Parry (Kit Morley), Donald Pickering (Wilson), George Pravda (Kramer), Ernst Ulman (Barman)

## Festival of Pawns
- Prima televisiva: 11 dicembre 1963

### Trama
- Guest star: Brandon Brady (US officer), Dennis Edwards (Head waiter), George Grizzard (tenente Bridger), Sam Wanamaker (colonnello Sprague), Maxwell Shaw (Lindemann), Diane Cilento (Lina), Peter Howell (Prof. Voekler), Denis Shaw (Frohlich), Mark Hardy (Police NCO)

## A Camel to Ride
- Prima televisiva: 18 dicembre 1963

### Trama
- Guest star: Tracy Connell (tenente), Gertan Klauber (Prison guard), Bill Travers (padre James), Marne Maitland (Bishara), Roger Delgado (Gebal), Sandor Elès (Faoud), Jeffrey Sirr (Yosef), Guy Deghy (Schwimble), Vernon Dobtcheff (capitano of Police), Derek Sydney (Ibrahim), Anthony Jacobs (padre Le Clerc), Edward Underdown (colonnello Shabar), Michael Rittermann (maggiore Balbeck), Michael Sirr (Muhamet)

## Never Turn Your Back on a Friend
- Prima televisiva: 1º gennaio 1964

### Trama
- Guest star: Maja Bamberger (Marta), Pamela Brown (Miss Jensen), George Voskovec (professore Kuhn), Donald Madden (Anaconda), Mark Eden (Wicket), Julian Glover (Tovarich), Michael Mellinger (Ufficiale tedesco)

## Medal for a Turned Coat
- Prima televisiva: 15 gennaio 1964

### Trama
- Guest star: Derek Partridge (poliziotto), Terry Raven (Ragazzo ebreo), Fritz Weaver (Richard Keller), Joseph Fürst (Von Elm), Nigel Stock (Harry Forbes), Rosemary Rogers (Ilsa), Catherine Lacey (madre), Sylvia Kay (Ellen), John Drainie (generale Aubach), Richard Carpenter (Luber), Michael Wolf (Ernst), Mark Petersen (Tod), Patrick Jordan (colonnello Striton), Richard Warner (Von Paulson), Gerard Heinz (dottore), Carl Conway (pilota), Victor Platt (Beck), Ernst Walder (Stasse), David Blake Kelly (Wiener), Sean Barry-Weske (German Thug), Valerie Douglas (infermiera)

## Final Decision
- Prima televisiva: 22 gennaio 1964

### Trama
- Guest star: Bernard Rebel (Zhadov), James Maxwell (Smith), Martin Balsam (Richard Carey), Avis Bunnage (Donna in bar), Madeleine Burgess (Donna in bar), Maurice Durant (Barman), Alan Gifford (Pattison), Oliver Johnston (dottore), John Longden (ambasciatore USA), Ann Lynn (Joanna), Richard Marner (ambasciatore russo), Gordon Sterne (Assistente ambasciatore)

## Do You Remember Leo Winters?
- Prima televisiva: 29 gennaio 1964

### Trama
- Guest star: David Healy (American Sailor), Alan Haywood (Kean), George A. Cooper (Leo Winters), Peter Madden (Martin Davenport), Cyril Luckham (ammiraglio Bond), Rhoda Lewis (Jane Vesey), Ronald Adam (Roger Upton), Oliver MacGreevy (Charlie - Barfly), Victor Platt (Frank Vesey), Rose Hill (Mrs. Goodrich), Brian Peck (Bowcock), Douglas Jones (impiegato dell'hotel), Mostyn Evans (giornalista), Len Jones (Pete Goodrich), Charles Elby (Johnny Goodrich), Jeffrey O'Kelly (Parrish)

## We the Hunted
- Prima televisiva: 5 febbraio 1964

### Trama
- Guest star: Al Mulock (Leo Worth), Philo Hauser (Mr. Lippman), Joseph Campanella (Ben Ashman), Anthony Dawson (colonnello Nathan), Madlyn Rhue (Susan Wilder)

## The Frantick Rebel
- Prima televisiva: 12 febbraio 1964

### Trama
- Guest star: Wilfrid Lawson (Lunatic - King George III), Edna Doré (Lavender Seller), Roger Livesey (dottor Samuel Johnson), Stanley Baxter (James Boswell), Jill Bennett (Mistress Patience Wright), Bernard Bresslaw (Chief Madkeeper), Max Adrian (dottor Driffield), Pauline Boty (Mistress Fleay), Graham Crowden (Potter), Mark Dignam (generale Burgoyne), Donal Donnelly (domestico), Patsy Byrne (cameriera), Gordon Gostelow (David Garrick), Edward Jewesbury (Mr. Eden), Declan Mulholland (Lout), Alan Hockey (Assistant Madkeeper), Columba Powell, Kevin Powell, Frankie Reidy

## Castles in Spain
- Prima televisiva: 19 febbraio 1964

### Trama
- Guest star: Carlos Douglas (Pepe), David Spenser (Pablo), Roland Culver (Ralph Summerville), Neil McCallum (Bill Martin), Anne Lawson (Carol Martin), Alex Scott (Raphael Conde), Chester Morris (Harry Kemp), Anne Padwick (Maria)

## Snow on Mount Kama
- Prima televisiva: 26 febbraio 1964

### Trama
- Guest star: Thomas Baptiste (African policeman), Horace James (M'Bola), Bernard Lee (John Neary), Nigel Davenport (Frank Marston), Maureen Connell (Eva Marston), Errol John (John Ngai), Edric Connor (Kama), Barry Keegan (Carter), Geoffrey Chater (colonnello Gregory), Howard Lang (Ted Newcombe), Ilario Bisi-Pedro (Barman)

## Once a Spy...
- Prima televisiva: 4 marzo 1964

### Trama
- Guest star: John Cowley (barista), Willie Jonah (Tenente di polizia), William Lucas (Phil Mason), Peter Vaughan (Waring), Howard Marion-Crawford (D.D.G.), Earl Cameron (M'Bata), Geoffrey Kenion (generale Gage), Basil Dignam (Senior civil servant), Harry Landis (giovanotto), Millicent Martin (Susan), Eric Thompson (reporter), Shay Gorman (Sovrintendente della polizia), Glynn Edwards (uomo della sorveglianza), Dickie Owen (Surveillance man), Richard Klee (poliziotto), Tom Bowman (Civilian), Bloke Modisane (Giovane sentinella), Kenneth Gardnier (caporale), Dennis Alaba Peters, Yemi Ajibade (sergente)

## The Liberators
- Prima televisiva: 11 marzo 1964

### Trama
- Guest star: Lawrence Dane (guardia), David Saire (Raul), Robert Webber (Jack Hanley), Michael Tolan (Paul Haxton), Lelia Goldoni (Luchia), Jeremy Spenser (Luis), Kenneth J. Warren (Juan), Isa Miranda (Clara), Leonard Sachs (Toboso), Donald Pleasence (Escalon), Jacqueline Ellis (Ann), John Bennett (sergente), Larry Taylor (soldato)

## Some Other Kind of World
- Prima televisiva: 18 marzo 1964

### Trama
- Guest star: John Tillinger (Uri), John McCarthy (dottore), Tom Stern (Robert Costello), Dora Reisser (Eugenia), Alan Tilvern (Ziggy), George Pastell (capitano russo), John Hollis (Russian Major), Ron Randell (Kenneth Dearing), Alexis Chesnakov (Polokov), Jeffrey Wickham (Anton), David Healy (Buzz), Bruce Boa (Larry), Richard Marner (poliziotto), Ann Gillis (infermiera)

## A Free Agent
- Prima televisiva: 21 marzo 1964

### Trama
- Guest star: Jan Conrad (Chief Mechanic), Gertan Klauber (locandiere), Anthony Quayle (Philip), Siân Phillips (Anna), Norman Foster (Max), George Mikell (Peter), John Wood (Douglas), John Abineri (Town Clerk), Ernst Walder (Watch Factory Mechanic), Vivienne Drummond (Miss Weiss)

## A Tiny Drop of Poison
- Prima televisiva: 20 maggio 1964

### Trama
- Guest star: Jack Rodney (Matchman), Irene Prador (Madame Plevier), Jim Backus (McAvoy), Donald Harron (Locke), William Smithers (Crawford Layton), Michael Kane (Parsons), Louise Sorel (Annie Layton), Ferdy Mayne (Bin Hammad), Georgina Cookson (Eve McAvoy), Gordon Tanner (Quade), Helen Horton (Mrs. Quade), Jack May (Brent), Charles Lloyd Pack (Burton Jones), Kevin Brennan (Stillman), Katharine Page (Mary), Richard Turner (uomo nel pub)